# Zemský okres Northeim
Zemský okres Northeim (německy Landkreis Northeim) je zemský okres v německé spolkové zemi Dolní Sasko. Sídlem správy zemského okresu je město Northeim. Má přibližně 134 tisíc obyvatel. 

## Města a obce
| Města: 1. Bad Gandersheim 2. Dassel 3. Einbeck 4. Hardegsen 5. Moringen 6. Northeim 7. Uslar | Obce: 1. Bodenfelde 2. Kalefeld 3. Katlenburg-Lindau 4. Nörten-Hardenberg |

nezařazené území: Solling